# 마키타 세이이치
마키타 세이이치(일본어: 巻田 清一, 1968년 7월 11일 ~ )는 일본의 전 축구 선수이다.

## 구단 경력
1991년 일본 사커 리그의 NTT 간토에 입단하였다. 1993년 J1리그의 우라와 레즈로 이적했다. 1994년부터 1998년까지 재팬 풋볼 리그의 후지쓰와 미토 홀리호크에서 뛰었다. 1998년후 현역 은퇴.